# La duchessa di Chicago
La duchessa di Chicago (nell'originale: Die Herzogin von Chicago o, nella versione in lingua inglese, The Duchess of Chicago) è un'operetta in due atti, un prologo ed un epilogo, musicata dal compositore di origine ungherese Emmerich Kálmán su libretto di Julius Brammer e Alfred Grünwald.
La composizione combina sonorità del jazz e motivi tipici della danza contemporanea con elementi musicali tradizionali associati con lo stile waltz-opera prodotto nella Vienna dei tardi anni venti. La musica si appoggia anche a suoni tradizionali dell'Ungheria, patria nativa del compositore Kálmán.

## Storia
L'operetta fu rappresentata per la prima volta al Theater an der Wien (Vienna) il 5 aprile 1928 (con Rita Georg, Hubert Marischka, Elsie Altmann, Richard Waldemar, Hugo Thimig, Hans Moser e Joseph Egger diretti da Anton Paulik) nonostante la lunghezza (quasi cinque ore) fece registrare un buon successo, tanto da essere poi replicata per 242 volte.

## Argomento
Il libretto ha un taglio di relativa satira ed è basato sullo stile del cabaret politico in auge negli ambienti radicali della Vienna del tempo ma anche a Berlino e Monaco di Baviera.
In questo senso, prende direttamente di mira la rivoluzione sociale che era in atto negli anni ruggenti in America (un esempio piuttosto evidente è dato dalla scena jazz di Chicago).
Così l'operetta finisce per rappresentare uno spaccato di come la cultura europea si rapportava a nascenti fermenti e movimenti artistici degli USA, con tutti i luoghi comuni del caso: ad esempio, la musica innovativa del jazz e del charleston e i tagli femminili di capelli alla maschietta, tipici delle flapper.

## Ruoli
| Ruolo                                                                   | Registro                           |
| ----------------------------------------------------------------------- | ---------------------------------- |
| Re Pancrazio XXVII di Sylvaria                                          | tenore                             |
| Principe Sándor Boris, erede al trono di Sylvaria                       | tenore lirico                      |
| Miss Mary Lloyd di Chicago                                              | soprano lirico                     |
| Mister James Bondy, segretario di Mary Lloyd                            | tenore (buffo)                     |
| Principessa Rosemarie Sonjuschka di Morenia                             | soprano                            |
| Mister Benjamin Lloyd, padre di Mary Lloyd                              | attore                             |
| Conte Bojazowitsch, ministro delle Finanze di Sylvaria                  | tenore                             |
| Ministro di Stato di Sylvaria                                           | tenore                             |
| Contessa Dobrugia, Dama di corte                                        | attrice                            |
| Conte Negresco, Aiutante di Sandor                                      | attore                             |
| Tihany, Direttore dell'Arcobaleno                                       | attore                             |
| Kupp Mihaly, Violinista tzigano                                         | attore                             |
| ospiti di corte, ufficiali, ragazze, musicisti, trombettieri, servitori | attori, ballerini, musicisti, mimi |

## Sinopsi
La vicenda ruota intorno alla figura della giovane americana Mary Lloyd che scommette con le altolocate e ricche amiche del circolo esclusivo da lei frequentato (Il Club delle giovani eccentriche) chi fra loro saprà acquistare la cosa più costosa reperibile in Europa.
Nel frattempo, in Europa, lo stato della Sylvaria è sull'orlo della bancarotta. Il principe Sándor Boris e i suoi ministri cercano di tenere tranquilla la popolazione mentre il re è morente a Montecarlo. Pensano allora ad un matrimonio fra teste coronate che possa funzionare come diversivo alle inquietudini della gente. Il principe decide così di fidanzarsi, sia pure in assenza di un vero sentimento, con l'amica di vecchia data, la principessa Rosemarie di Morenia.
Mary arriva a Budapest dove incontra quello che crede essere il principe, mentre il vero principe si cela sotto le spoglie di un aiutante di campo. Annoiata dal valzer viennese suonato al night club, la giovane - appassionata di charleston - si accorge di provare maggiore attrazione per l'aiutante del principe piuttosto che per il nobile stesso.
La scena si sposta in Sylvaria dove Mary ha intenzione di comprare il palazzo reale. Rimane spiazzata quando apprende la vera identità del principe, che continua a 'nascondersi' sotto le vesti dell'aiutante di campo, ma, superato il momento di sorpresa, decide che dovrà avere, una volta acquistato il palazzo, anche il principe che vi ha fino ad allora abitato.
Mentre si comincia a pensare ad un nuovo fidanzamento, Mary e il principe continuano nel litigare a proposito dei rispettivi gusti in fatto di ballo (lui portato al valzer; lei, come s'è visto, con una grande passione per il charleston). Boris rimane soprattutto deluso però quando legge una lettera che Mary ha scritto a suo padre e da cui ricava l'impressione che la giovane sia solo interessata a comprarlo, senza amarlo per nulla.
La scena si sposta nuovamente a Budapest dove sono fuggiti James Bondy, il segretario particolare di Mary, e la principessa Rosemarie, che lo ha decisamente preferito al principe Boris. Il re di Sylvaria, rimessosi in salute, giunge a sua volta e prova a circuire la ricca americana (del cui denaro Sylvaria ha bisogno). Lei, tuttavia, respinge le 'avances'.
Il lieto fine si profila quando un produttore cinematografico americano annuncia di volere fare un film su Mary e il principe, ma che tale film - qui sta probabilmente il lato più satirico della storia - non potrà essere realizzato fino a quando la vicenda non avrà un classico happy ending, tipico dello stile americano.
Fra un valzer vienne ed un charleston, il compromesso finale verrà trovato su un ballo di fox-trot.

## Discografia
- Kálmán: Die Herzogin von Chicago (The Duchess of Chicago) - Berlin Radio Chorus/Radio Symphony Orchestra of Berlin/Richard Bonynge, 1999 Decca